# Alexandria Ocasio-Cortez

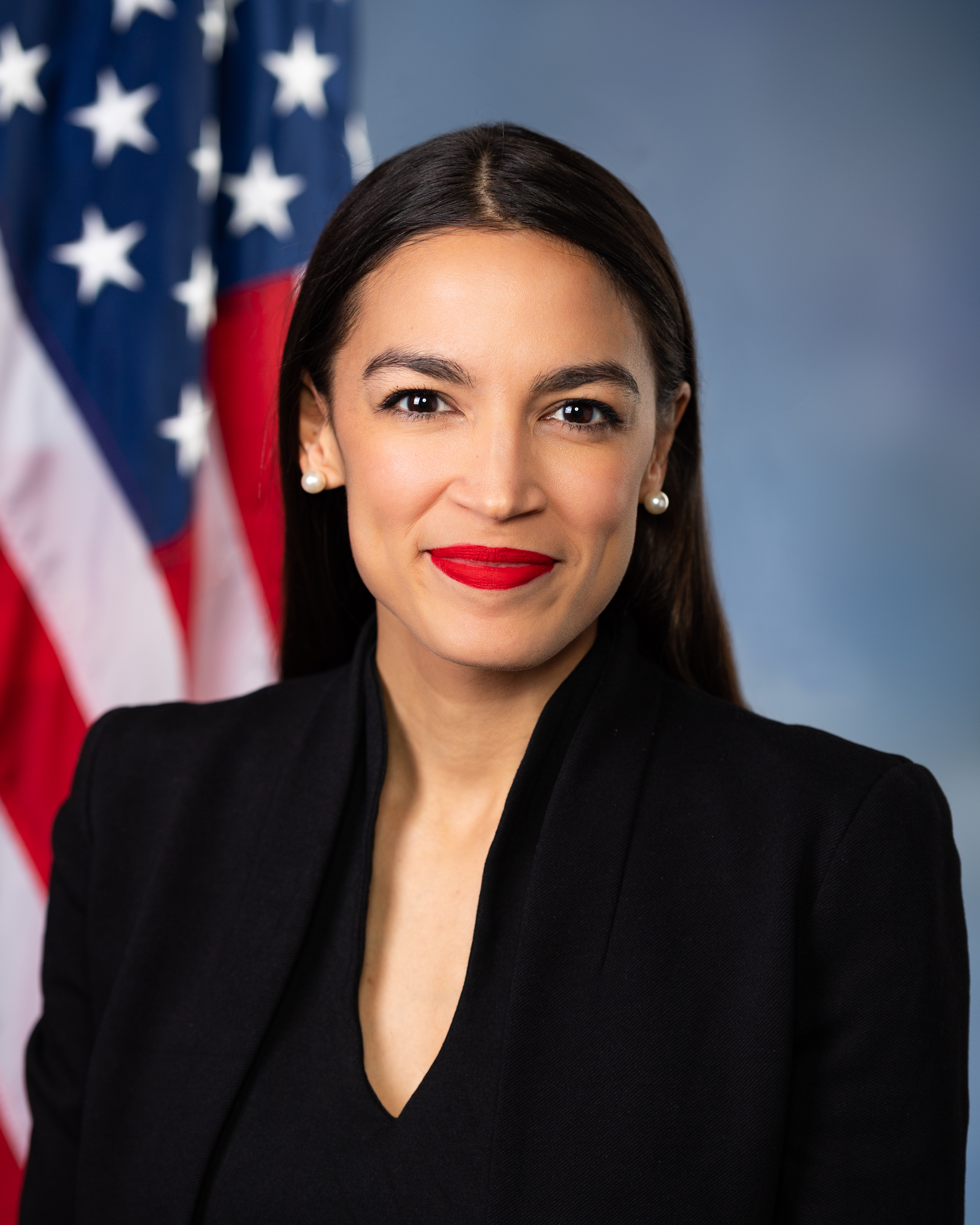
Alexandria Ocasio-Cortez (2018)

Alexandria Ocasio-Cortez (* 13. Oktober 1989 in New York City), häufig auch mit ihren Initialen AOC genannt, ist eine US-amerikanische Politikerin der Demokratischen Partei. Sie gehört seit Januar 2019 für den 14. Kongresswahlbezirk von New York dem Repräsentantenhaus der Vereinigten Staaten an und war bis zum Amtsantritt von Madison Cawthorn Anfang 2021 dessen jüngste Abgeordnete, nachdem sie in der Vorwahl den an vierter Stelle in der Parteiführung amtierenden Mandatsinhaber Joe Crowley geschlagen hatte. Ocasio-Cortez bezeichnet sich als demokratische Sozialistin.

## Leben

### Familie, Ausbildung und Beruf
Ocasio-Cortez ist puerto-ricanischer Abstammung. Auf einer Veranstaltung berichtete sie zudem, dass Teile ihrer Familie von Sepharden abstammen. Ihre Mutter zog mit 23 Jahren nach New York, ihr Vater – ein Architekt – war sein Leben lang dort wohnhaft. Geboren in der Bronx als „Nuyorican“, zog Alexandria Ocasio-Cortez in jungen Jahren ins wohlhabendere, vorstädtische Yorktown in Westchester County. An der High School gewann sie mit einem mikrobiologischen Forschungsprojekt den zweiten Platz in der Kategorie der Mikrobiologie der voruniversitären Intel International Science and Engineering Fair. Aus diesem Grund benannte das Lincoln Laboratory am Massachusetts Institute of Technology 2007 den Asteroiden (23238) Ocasio-Cortez nach ihr.
Während ihres Studiums an der Boston University, das Intel mit einem Stipendium förderte, arbeitete sie 2008/2009 in Einwanderungsfragen für den US-Senator Edward Kennedy. Ihr Vater starb 2008 an Lungenkrebs. Laut The Intercept hatte die Familie danach jahrelang mit dem Westchester County Surrogate Court zu kämpfen, der die Nachlässe von Personen verwaltet, die ohne Testamentsverfügung verstorben sind. 2011 schloss sie ihr Studium der Wirtschaftswissenschaft und der Internationalen Beziehungen cum laude ab, kehrte zunächst in die Bronx zurück und unterstützte ihre Mutter, indem sie in dem Taco-Schnellrestaurant Flats Fix als Schankkraft und Kellnerin arbeitete. Daneben arbeitete sie als Lehrkraft am National Hispanic Institute. Sie arbeitete beim Präsidentschaftswahlkampf von Bernie Sanders im Jahr 2016 mit.

### Politische Karriere
Ocasio-Cortez engagierte sich zunächst bürgerschaftlich in ihrem Wohnviertel in der Bronx und ist Mitglied der Demokratischen Sozialisten Amerikas.
Bei der Halbzeitwahl 2018 bewarb sich Ocasio-Cortez um einen Sitz im Repräsentantenhaus der Vereinigten Staaten. Am 26. Juni 2018 gewann sie unerwartet die parteiinterne Vorwahl gegen den langjährigen Abgeordneten Joe Crowley in New Yorks 14. Kongresswahlbezirk. Sie setzte sich mit 16.000 zu 12.000 Stimmen durch. Crowley hatte die Hauptwahl 2016 mit 148.000 Stimmen gewonnen. Unterstützung erhielt Ocasio-Cortez von Interessengruppen wie Black Lives Matter, Democracy for America und MoveOn.org. Ihr Leitspruch lautete: „Ich kann nicht das große Geld mit mehr Geld herausfordern, sondern muss es mit einem komplett anderen Spiel schlagen.“ Während Crowley für seinen Nominierungswahlkampf 3,4 Millionen Dollar investierte, betrug das Budget Ocasio-Cortez’ 194.000 Dollar. Sie hatte bis zur Vorwahl 300.000 Dollar an Wahlkampfspenden gesammelt. Während des Wahlkampfs trat sie mehrmals bei TYT auf und wurde von diesem Netzwerk als Mitglied der Justice Democrats unterstützt, während sie von den meisten anderen Medien erst nach der Wahl rezipiert wurde.
Am 6. November 2018 gewann sie überlegen die Hauptwahl für das Repräsentantenhaus gegen Anthony Pappas, den Kandidaten der Republikaner, in diesem traditionell von Demokraten dominierten, mehrheitlich hispanischen Wahlbezirk. Sie ist seit Antritt ihres Mandats am 3. Januar 2019 die bisher jüngste Frau im Kongress.
Ocasio‐Cortez stellte sich in der Wahl zum Repräsentantenhaus 2020 zur Wiederwahl. Sie hatte ungewöhnlich viele Herausforderer aus beiden Parteien. Auch die im Wahlkampf gespendete Geldmenge war außergewöhnlich hoch. Ihr gelang die Wiederwahl in das Repräsentantenhaus des 117. Kongresses. Sie sammelte 17,3 Millionen US-Dollar.
Am 23. August 2022 trat sie in der Primary ihrer Partei ohne Gegenkandidaten an. In den Wahlen zum Repräsentantenhaus 2022 gewann sie mit 70,7 Prozent gegen Tina Forte von der Republikanischen Partei und Desi Cuellar von den Konservativen. Bei den Wahlen zum Repräsentantenhaus der Vereinigten Staaten 2024 setzte sie sich zunächst in der Vorwahl gegen den moderaten Marty Dolan durch. und verteidigte ihr Mandat in der Hauptwahl erneut gegen Tina Forte mit 69,2 Prozent der Stimmen. Ihre aktuelle 
Legislaturperiode im Repräsentantenhaus des 119. Kongresses dauert noch bis zum 3. Januar 2027.
Während Trumps zweiter Präsidentschaft erlangte sie durch ihre Auftritte gegen Trump und dessen Berater Elon Musk Bekanntheit. Mit Bernie Sanders veranstaltete sie die „Fight Oligarchy“-Tour in mehreren Städten der USA, zu der zehntausende Besucher kamen. Beobachter sahen Sanders und Ocasio-Cortez als Anführer des Widerstandes gegen Trump bei den Demokraten.

#### Ausschüsse
Alexandria Ocasio-Cortez ist aktuell Mitglied in folgenden Ausschüssen des Repräsentantenhauses:
- Committee on Natural Ressources
  - Energy and Mineral Ressources
- Committee on Oversight and Accountability
  - Health Care and Financial Service

## Positionen und Kontroversen

### Sozial- und Wirtschaftspolitik
Ocasio-Cortez setzt sich für eine allgemeine staatliche Krankenversicherung (Single Payer), für die Abschaffung der US-Einwanderungsbehörde und für einen Mindestlohn von 15 US-Dollar ein.

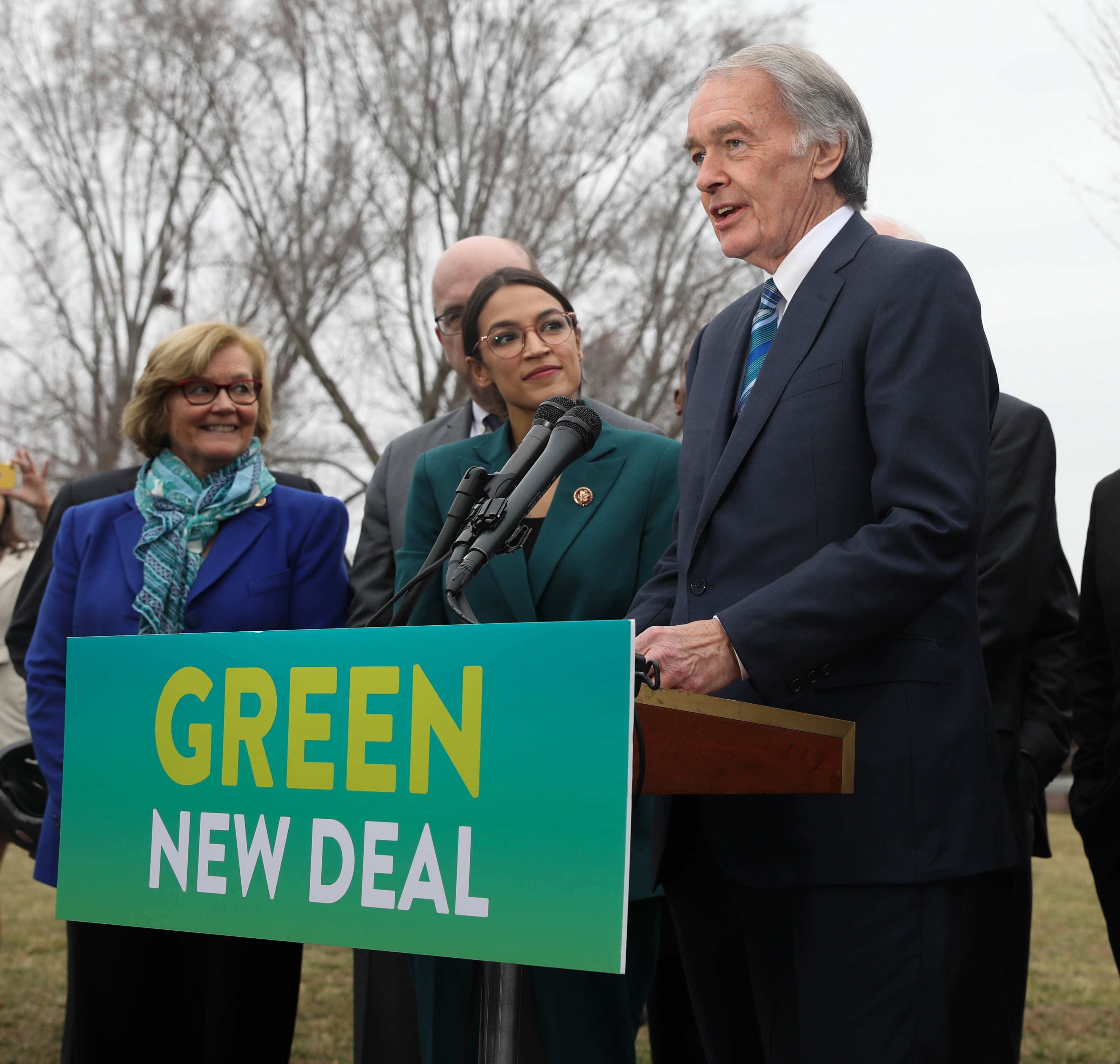
Ocasio-Cortez mit Ed Markey bei einem Pressetermin zum Green New Deal vor dem Kapitol im Februar 2019

Sie gehört zu den Unterstützerinnen des Green New Deal, einer Initiative mit dem Ziel eines ökologischen Umbaus der Industriegesellschaft, und machte dies zu einem Schwerpunkt ihrer Wahlkampagne. Sie begleitete 2018 die Initiative Sunrise Movement, die sich ebenso für den Green New Deal einsetzt, bei der Besetzung des Büros von Nancy Pelosi.
Ocasio-Cortez vertritt die geldpolitischen Ansichten der Modern Monetary Theory, die von Gegnern, wie etwa dem früheren demokratischen US-Finanzminister Lawrence Summers, als „Voodoo-Ökonomie“ kritisiert wird.

### Wahlen und Vorwahlen
Ocasio-Cortez wurde mit ihren 12,8 Millionen Twitter-Followern (Februar 2022) und vielen Auftritten in traditionellen Medien eine der sichtbarsten Politikerinnen ihrer Partei; sie gilt als bekannter als einige Präsidentschaftskandidaten. Für Kontroversen innerhalb ihrer Partei sorgte ihr Aufruf, konservative Mandatsträger der Demokraten in Vorwahlen herauszufordern. So machte sie sich Mitglieder des Congressional Black Caucus und des Congressional Hispanic Caucus, in dem sie selbst Mitglied ist, zu Gegnern, indem die mit ihr verbundene Gruppe Justice Democrats aufrief, gegen den texanischen Latino Henry Cuellar zu kandidieren, und laut Gerüchten Kandidaturen auch gegen den einflussreichen New Yorker Afroamerikaner Hakeem Jeffries geplant waren. Eher zentristische Demokraten planten daher 2019, Ocasio-Cortez selbst in der Vorwahl für die Wahl 2020 herauszufordern.
Zusammen mit Ilhan Omar, Ayanna Pressley und Rashida Tlaib tritt sie als Gruppe, The Squad benannt, in Erscheinung. Diese Gruppe gilt als relativ weit links stehend und hat vor allem das Ziel, die Demokratische Partei nach links zu bewegen, indem sie Amtsinhaber der politischen Mitte in den Vorwahlen schlagen und somit auch die Führung der Demokraten zwingen, weiter nach links zu rücken, da diese auch um die Wiederwahl in den Vorwahlen bangen muss.

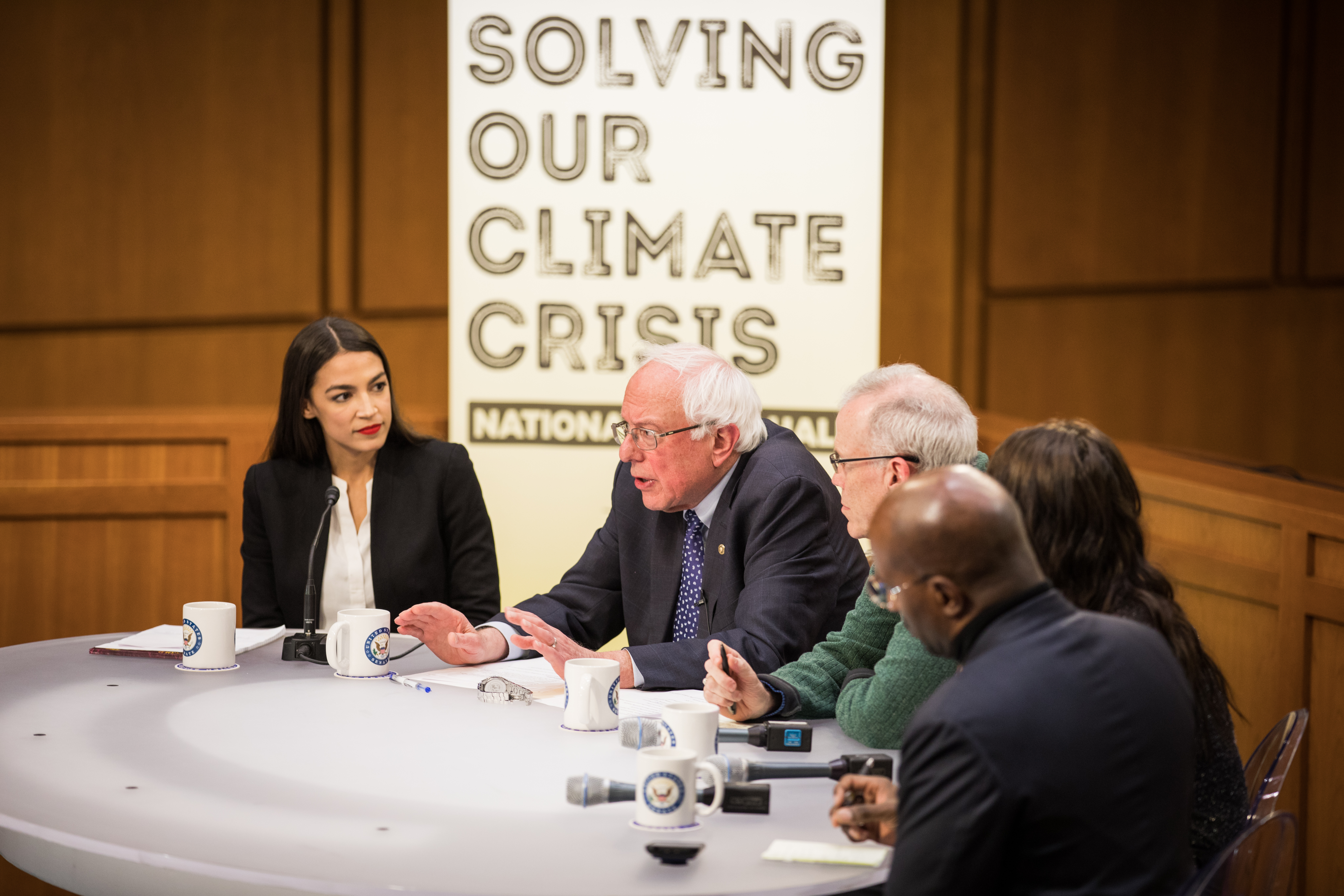
Ocasio-Cortez und Senator Bernie Sanders im Dezember 2018

Ocasio-Cortez sprach sich vor den Präsidentschaftsvorwahlen der Demokratischen Partei im Jahr 2020 für Bernie Sanders aus („Endorsement“).

### Einwanderung
Im Juni 2019 verglich Ocasio-Cortez die Flüchtlingslager an der Südgrenze der USA mit Konzentrationslagern, was eine Debatte über die Zulässigkeit solcher Vergleiche auslöste.

### Justiz
Im Juli 2024 versuchte Ocasio-Cortez, Amtsenthebungsverfahren gegen zwei konservative Richter des Obersten Gerichtshofs (Clarence Thomas und Samuel Alito) zu starten. Ocasio-Cortez wirft den beiden Richtern vor, für eine „unkontrollierte Korruptionskrise“ am Gerichtshof verantwortlich zu sein.

### Korruptionsbekämpfung
Im Mai 2023 war Ocasio-Cortez Teil einer überparteilichen Gruppe, die ein Gesetz einführen wollte, das Mitgliedern des Kongresses verbietet, Aktien zu besitzen oder zu handeln.

### Außenpolitik
Ocasio-Cortez stimmte dafür, die militärische Hilfe der USA für die von Saudi-Arabien angeführte Militärkoalition im Jemenkrieg zu beenden.
Im Mai 2018 kritisierte Ocasio-Cortez die tödlichen Angriffe der israelischen Armee gegen Palästinenser, die an den Grenzen des Gazastreifens protestierten, und bezeichnete sie in einem Tweet als Massaker. Im Juli sagte sie in einem Interview mit PBS, sie unterstütze die Zweistaatenlösung, und bezeichnete die israelische Präsenz im Westjordanland als Besetzung von Palästina, wofür sie von pro-israelischen Organisationen und Kommentatoren heftig kritisiert wurde. Von anderen erhielt sie Zustimmung unter Berufung auf die Resolution 2334 des UN-Sicherheitsrates, in dem das Westjordanland als „besetzt“ bezeichnet wird. Im Juli 2019 stimmte Ocasio-Cortez gegen einen Resolutionsvorschlag des demokratischen Abgeordneten Brad Schneider aus Illinois, in dem die weltweite Bewegung Boycott, Divestment and Sanctions gegen Israel verurteilt wird. Die Resolution wurde mit 398 gegen 17 Stimmen angenommen.
Ocasio-Cortez warnte, dass die Annexion palästinensischen Territoriums, die Israel plant, die Grundlage dafür legen werde, dass Israel zu einem Apartheidstaat wird. Sie schrieb an Außenminister Mike Pompeo, dass sie sich für die Verabschiedung von Gesetzen einsetzen werde, die „die 3,8 Milliarden US-Dollar an Militärhilfen der USA für Israel an Bedingungen knüpfen, damit sichergestellt wird, dass US-amerikanische Steuerzahler in keiner Weise eine Annexion unterstützen“. Das American Israel Public Affairs Committee verurteilte das Schreiben und argumentierte, es werde die Beziehungen zwischen den USA und Israel gefährden.
Im Mai 2021 veröffentlichte Ocasio-Cortez eine Stellungnahme, in der sie die Zwangsräumungen von palästinensischen Familien aus ihren Häusern in Sheikh Jarrah im besetzten Ostjerusalem verurteilte. Sie kritisierte die Aussagen von Präsident Joe Biden, Israel habe „das Recht, sich zu verteidigen“, und sagte: „Derartig pauschale Aussagen ohne Kontext oder Anerkennung dessen, was diese Spirale der Gewalt ausgelöst hat – nämlich die Vertreibung von Palästinensern und die Angriffe auf die al-Aksa-Moschee – entmenschlichen die Palästinenser und vermitteln, dass die USA bei Menschenrechtsverletzungen wegschauen werden. Das ist Unrecht.“ „Der Präsident und viele andere Persönlichkeiten haben diese Woche erklärt, dass Israel das Recht hat, sich zu verteidigen [...]. Aber haben die Palästinenser ein Recht, zu überleben?“ Nach Beginn der israelischen Angriffe auf den Gazastreifen sagte Ocasio-Cortez im Kongress, dass die USA ihre Rolle bei der Ungerechtigkeit und den Menschenrechtsverletzungen gegen die Palästinenser anerkennen müssen. „Hier geht es nicht um ‚beide Seiten‘, es besteht ein Ungleichgewicht der Macht. ... Dass wir es nicht wagen, gegen die Einkerkerung von Kindern in Palästina aufzustehen, liegt vielleicht daran, dass wir dann gezwungen wären, uns mit der Einkerkerung von Kindern an unseren Grenzen auseinanderzusetzen. Wenn wir gegen die Ungerechtigkeit dort aufstehen, wird das dazu führen, dass wir auch gegen die Ungerechtigkeit hier aufstehen.“
Am 15. Mai 2021 verbreitete Ocasio-Cortez über Twitter zu Israel ihre Einschätzung „Apartheidstaaten sind keine Demokratien“. Diese Aussage stand im Zusammenhang mit den militärischen Auseinandersetzungen zwischen Hamas und Israel. Im März 2024 nannte sie Israels Vorgehen gegen die Palästinenser einen Völkermord, und im Dezember 2024 bezeichnete sie den Krieg in Gaza als ähnlich einflussreich auf die Politik, wie es der Vietnamkrieg gewesen sei.

## Rezeption
- Frischer Wind im Kongress (Knock Down the House). Dokumentarfilm von Rachel Lears. Netflix 2019.